# Catuodus de Vannes
 Catuodus de Vannes aurait été évêque de Vannes à une époque indéterminée.

## Contexte
Catudodus n'est pas mentionné dans le chapitre sur l'église de Vannes de la Gallia Christiana. Il n'est pas non plus retenu comme évêque dans la liste officielle des prélats de ce diocèse de l'Église catholique.
Selon Pierre-Hyacinthe Morice de Beaubois : « Saint Catuodus est qualifié d'évêque et de martyr dans le propre de son église. Sa fête est célébrée le 21 septembre ». Toutefois, cette date est également assignée à la fête de Saint Cado, réputé s'être établi dans le pays de Vannes où il fonde un monastère sur l'île nommée depuis île Saint Cado, située dans la rivière d'Étel en la paroisse de Belz.